# Grube Urbanus
Die Grube Urbanus ist eine ehemalige Braunkohlegrube des Bensberger Erzreviers in Bergisch Gladbach. Das Gelände gehört zum Stadtteil Heidkamp.

## Geschichte
Der ersten Mutung des Urban Odenthal zu Gronau vom 10. Oktober 1839 für ein „Braunkohlenlager“ in der „Wiese Scheid Gronauer Mühlenbusch“ folgte eine weitere Mutung am 21. Dezember 1840. Diese und eine weitere am 21. Juni 1841 führten zu einer Feldesbesichtigung am 2. August 1841, bei der die Bauwürdigkeit festgestellt wurde. Man verlieh Odenthal am 4. November 1841 das Grubenfeld Urbanus auf Braunkohle.

## Betrieb
Im Juli 1852 beschäftigte man sieben Arbeiter und einen Steiger, die von April bis Juni zusammen 2017 Tonnen Braunkohle gefördert haben. Im Oktober 1852 wurde erneut der Abbau von „Grobkohlen“ und von „Kleinkohlen“ gemeldet. Man beschäftigte neun Arbeiter und einen Steiger. Es kam in der Folgezeit immer wieder zu Fristungen. Weitere Hinweise auf Bautätigkeiten finden sich nicht.

## Lage und Relikte
Wo der Fundpunkt des Grubenfeldes gelegen hat, ist nicht bekannt, zumal sich in der Berechtsamsakte kein Verleihungsriss befindet. Von daher kann auch die Lage des Grubenfeldes nur annähernd beschrieben werden. Nördlich grenzte es an das Grubenfeld Unbestrittener Fund im Bereich des Scheidbachs. Nach dem Verleihungsriss der Grube Ludwigshoffnung war die Grenze im Südwesten die Richard-Zanders-Straße.